# Reincarnation
Перевтілення Футурами або Реінкарнація — двадцять шостий епізод шостого сезону комедійного анімаційного серіалу Футурама. Це — сто чотирнадцятий епізод і заключний епізод шостого сезону.

## Сюжет
Ця серія складається з 3-х епізодів, присвяченим різним стилям анімації: чорно-білий малюнок на зразок старих американських мультфільмів, стиль на зразок старої відео-гри з низькою роздільністю та стиль аніме.

### Кольорама
Мультфільм у стилі чорно-білих мультиків. Фраю подобається Ліла, але він хоче довести їй свою любов. Тим часом Професор відкриває комету, яка повністю складається з алмазів. Професору потрібна пил з хвоста комети для того, щоб цієї пилом до блиску натерти свій пристрій Судного Дня. Під час збирання пилу Фрай відлучається, підлітає до комети і намагається відколоти шматок, щоб потім приробити його до кільця, яке хоче подарувати Лілі, але в нього нічого не виходить. Тоді Фрай вирішує підірвати комету, помістивши на неї пристрій Судного Дня з таймером на 10 годин. Увечері Фрай і Ліла на відкритому майданчику розмовляють, і Фрай їй каже, що він встановив пристрій на комету. В цей же час Комета вибухає, однак осколок не потрапив до Фрая, як він розраховував. Замість цього Комета розламалася на 2 частини, і одна з частин потрапила на Сонце, викликавши веселку незвичайної краси. Потім на Сонце потрапляє другий шматок і робить веселку ще більш насиченою, та й ще створивши новий колір. Однак частини комети розбиваються один про одного, і Землю закидає алмазно пилом. Через мільярд років Фрай і Ліла заточені в алмазі, який гігантський іншопланетянин дарує своїй подрузі.

### Проблема Майбутнього 3000
Мультфільм у стилі відео-гри з низькою роздільністю. Професор створює лінзу для мікроскопа зі сміття алмазної комети, яка фігурувала в першій частині серії. Ця лінза настільки сильно збільшує, що можна побачити атоми. Професор перевіряє її на колоді, збільшуючи все сильніше і сильніше. Раптом професор побачив те, що може дати відповідь на всі питання у світі - піксель. Ця маленький чорний квадратик робить неможливе можливим. Професор в розпачі - адже тепер все всім відомо і ні у кого більше питань немає. Але тут Фрай подає йому ідею: а чому-ж всі закони фізики такі, якими вони є? Далі з'являється напис «Рівень пройдений. Вставте монетку для продовження »

### Загін Силовий Доставки
Мультфільм у стилі аніме 1960-1970 років. Нам зображують усіх співробітників Planet Express. Далі дія переходить до іншопланетян, які спілкуються рухами і танцями. Вони поклоняються алмазній кометі, але вона знищується. Іншопланетяни в гніві від того, що їх Бога знищили чужинці. Вони знаходять планету, яка це зробила (Земля), і починають атакувати. Прибульці отримують відповідний вогонь, але вони швидко знищують кораблі, в яких нікого не було, а самі відправляють на Землю корабель у вигляді мавпи з тарілками. Фрай і Бендер намагаються налагодити контакт із прибульцями, але замість цього тільки посилили ситуацію, сказавши своїми танцями, що вб'ють їх, а їх вдів пустять на дрова. Іншопланетяни знову атакують. Тоді Зойдберг встає на платформу, де були Фрай і Бендер, мечем б'є по своїй оболонці, змушуючи її тріснути, виконує танець світу (хоча насправді він стоїть на місці, а камера весь час переміщується). У результаті прибульці розуміють добрі наміри землян і відлітають. Команда дякує Зойдбергу.